# Marta Mirska

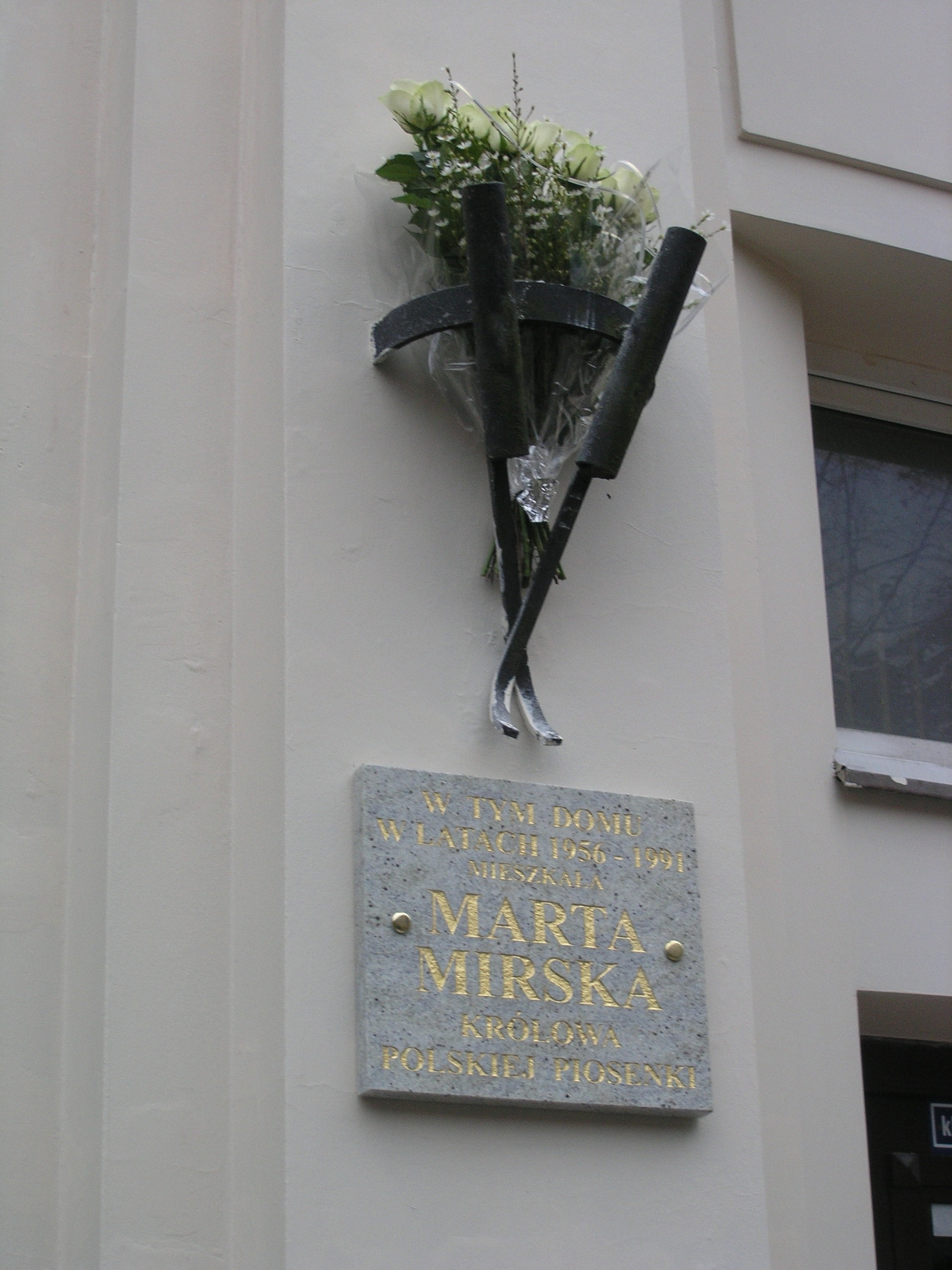
Tablica upamiętniająca Martę Mirską w alei Wyzwolenia 9 w Warszawie, odsłonięta w 20. rocznicę śmierci artystki (2011)

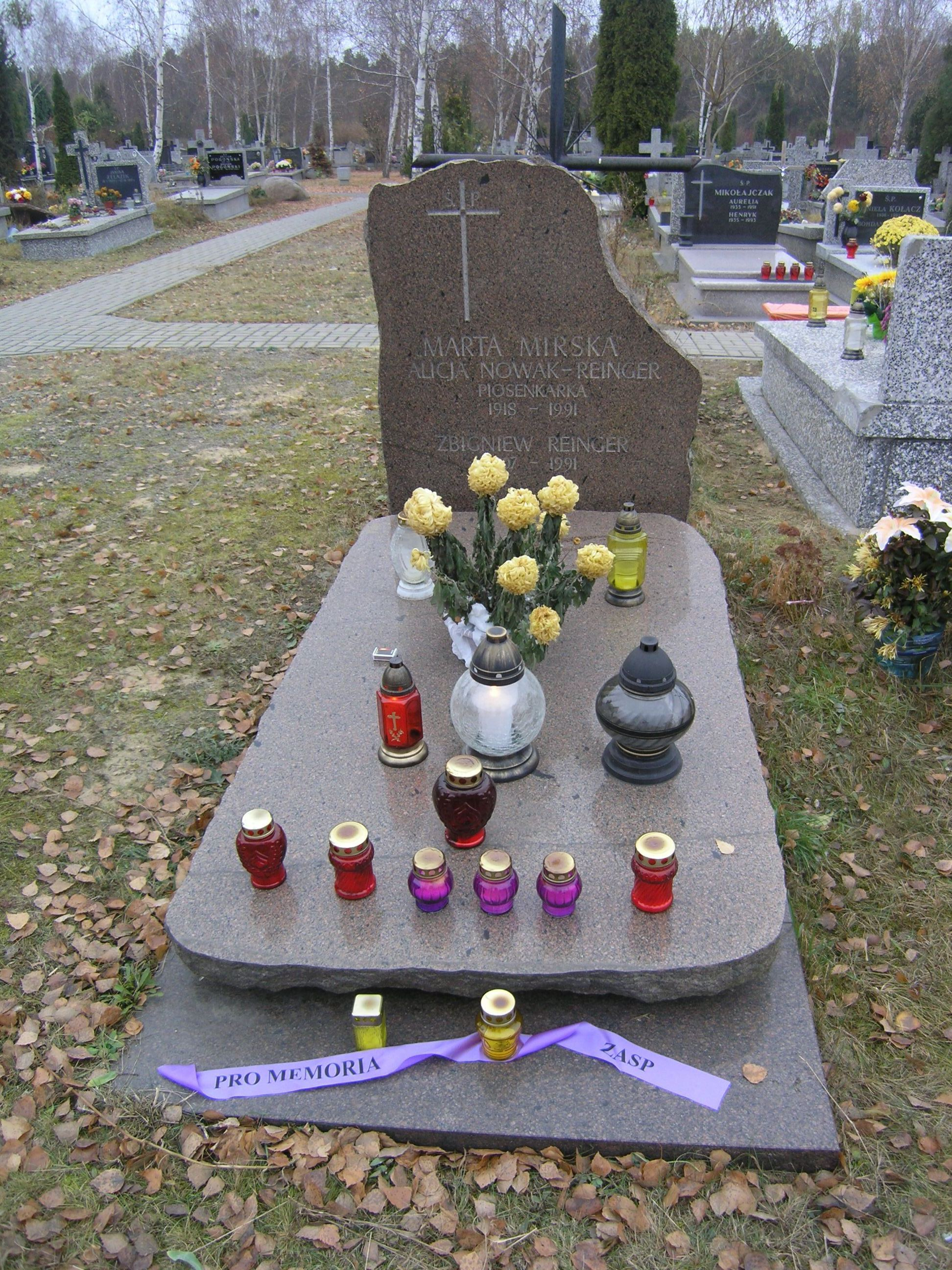
Grób Marty Mirskiej na cmentarzu Komunalnym Północnym w Warszawie

Marta Mirska właśc. Alicja Nowak-Reiniger (ur. 12 lutego 1918 w Warszawie, zm. 15 listopada 1991 tamże) – polska piosenkarka śpiewająca altem, popularna w latach 40. i 50. XX w.

## Życiorys
Córka Józefa Nowaka. Dzieciństwo spędziła w Gdańsku. Po maturze zamieszkała w Wilnie. Karierę rozpoczęła na krótko przed wybuchem II wojny światowej w warszawskim Teatrze Rewiowym Ali-Baba.
W czasie II wojny światowej występowała m.in. w Wilnie u boku Ludwika Sempolińskiego. Działała w konspiracji, była łączniczką AK.
Po wojnie zamieszkała w Łodzi, współpracowała z tamtejszą rozgłośnią Polskiego Radia, nagrywała piosenki w poznańskiej wytwórni płyt Mewa, najczęściej z akompaniamentem orkiestry Braci Łopatowskich (perkusista zespołu, Zbigniew Reiniger, został później jej mężem). W 1950 przeniosła się do Warszawy, nagrywała płyty dla Polskich Nagrań, występowała w audycjach radiowych: „Przy sobocie po robocie”, „Zgaduj zgadula”, „Podwieczorek przy mikrofonie”. Występy sceniczne zakończyła w 1965, ostatni raz wystąpiła publicznie w 1974.
Była pierwszą wykonawczynią przeboju „Pierwszy siwy włos” z 1957 (jednak według Mieczysława Fogga to jemu evergreen ów zawdzięcza popularność). Innym popularnym wykonywanym przez nią utworem była „Zakochana radiostacja” Romualda Żylińskiego i Barbary Brzezińskiej z 1949.
Została pochowana na cmentarzu Komunalnym Północnym (kwatera T-XXI-16-5-10). Na grobie widnieje błąd w nazwisku piosenkarki i jej męża. Zamiast nazwiska Reiniger pojawił się Reinger.

## Życie prywatne
Według jej własnej relacji, w sierpniu 1939 wzięła cichy ślub, udzielony przez księdza-katechetę, z poznanym kilka lat wcześniej oficerem marynarki handlowej Janem Zieleniewskim. Wcześniej utrzymywali ożywioną korespondencję, a w 1938 Zieleniewski odwiedził ją po raz pierwszy w Wilnie. Sama Mirska opisywała to jako miłość od pierwszego wejrzenia. Młodzi planowali prawdziwy ślub z ceremonią po powrocie Zieleniewskiego z ćwiczeń w Bydgoszczy, w 62 pułku piechoty, gdzie wyjechał jako III oficer marynarki handlowej. Agresja III Rzeszy na Polskę we wrześniu 1939 pokrzyżowała ich plany – Zieleniewski zginął w pierwszych dniach kampanii wrześniowej. Marta Mirska do końca życia wspominała swoją wielką miłość podpisując często swoje listy jako Marta Mirska-Zieleniewska-Reiniger lub Marta Zieleniewski-Reiniger. Piosenkarka poświęciła Janowi Zieleniewskiemu wiersz „Wspomnienie”.
Po wojnie poślubiła perkusistę orkiestry Braci Łopatowskich – Zbigniewa Reinigera (ur. 1907), który piastował funkcję przewodniczącego Krajowego Zarządu Muzyków Rozrywkowych. Nie mieli dzieci. Zbigniew Reiniger, podobnie jak Marta Mirska, zmarł w 1991.

## Dyskografia

### płyty 10", 78 obr./min. (szelakowe)
- Melodje 10: Brazylia / ork. B.Skowrońskiego (płyta jest splitem)
- Melodje 156: Zawsze będzie ci czegoś brak / Zgubiłam tu serce maleńkie
- Melodje 157: Pocałuj raz, pocałuj dwa / Rendez vous
- Melodje 173: Całuj mnie mocno / Srebrna serenada
- Melodje 177: Siwy koń / Poczkaj, powiem mamie (razem z Janem Ciżyńskim)
- Melodje 191: Aloha / Piosenki hawajskie
- Melodje 192: Moja piosenka / Tęsknota hawajska
- Melodje 193: Amor, amor / Zapomnij
- Melodje 194: Minut pięć / Chcę o tobie zapomnieć
- Melodje 195: I znów nadeszła jesień / Dziękuję ci
- Melodje 198: Rumba Negro / Kto to, co to
- Melodje 200: Nie wiem skąd / Jak w serenadzie
- Melodje 201: Avant de mourir / Za mgłą
- Melodje 202: Piosenka przypomni ci / Zawiany świat
- Melodje 203: Mazowieckie noce / Dziecięce bajeczki
- Melodje 205: O torrero! / Baśń miłości
- Melodje 206: Ta piosenka wyzna ci / W małym ogródku
- Melodje 207: Miłosna serenada / Czy wiesz co to znaczy kochać
- Melodje 208: Po deszczu jest słońce / Rozstanie
- Melodje 236: Mimi z Trynidad / Chi-baba, chi-baba
- Zakłady Fonograficzne w Warszawie (Muza) 2051: Hiszpańskie tango / Księżyc Starego Miasta
- Zakłady Fonograficzne w Warszawie (Muza) 2155 split, Andrzej Bogucki / Marta Mirska: Kilka słów serdecznych / W naszej kawiarence
- Zakłady Fonograficzne w Warszawie (Muza) 2176: Pędź koniku / Bonita Nina (instr.)
- Zakłady Fonograficzne w Warszawie (Muza) 2218: Piosenka przypomni ci / Mimi z Trynidad
- Zakłady Fonograficzne w Warszawie (Muza) 2219: Po deszczu jest słońce / Rumba Negro
- Polskie Nagrania „Muza” 3225: Twój mały zegarek / Czy chcesz wciąż gniewać się

### single 45 obr./min.
- PN Muza SP 402 Hej chłopcy / Paryski gawroche

### EP– minialbumy, 45 obr./min.
- Polskie Nagrania (tłoczenie: Lento) N 0025, split – Marta Mirska / Leonard Jakubowski / Nina Pilchowska (piosenki w wykonaniu Marty Mirskiej: „Kiedy gwiazdy”, „Mój nieśmiały chłopiec”)
- Polskie Nagrania „Muza” N 0068: Czasem bywa tak; Hej chłopcy / Skończył się sen; Czy chcesz wciąż gniewać się
- Polskie Nagrania „Muza” N 0084: Już nie myśl o mnie więcej; Czy tak, czy nie / C'est si bon; Nie spotkamy się

### LP
- 1972 Pierwszy siwy włos (Polskie Nagrania „Muza” XL 0833, również na kasecie: PN Muza CK 1329)
- 1990 Dawnych wspomnień czar (Polskie Nagrania Muza SX 2870, również na kasecie: PN Muza CK 1077)

### CD
- Polskie Nagrania „Muza” PNCD 209: Pierwszy siwy włos
- Agencja Artystyczna MTJ: Piosenka przypomni Ci (seria: The Best) [2006]
- Teddy Records: Marta Mirska Vol. 1 (seria: Muzyka wspomnień)
- Teddy Records: Marta Mirska Vol. 2 (seria: Muzyka wspomnień)
- Teddy Records: Marta Mirska Vol. 3 (seria: Muzyka wspomnień)
- Teddy Records: Marta Mirska – królowa polskiej piosenki

## Ordery i odznaczenia
- Krzyż Kawalerski Orderu Odrodzenia Polski (1979)[4]
- Złoty Krzyż Zasługi (11 lipca 1955)[5]